# Gunung Meunyeuy
Gunung Meunyeuy är ett berg i Indonesien.   Det ligger i provinsen Aceh, i den västra delen av landet, 1 700 km nordväst om huvudstaden Jakarta. Toppen på Gunung Meunyeuy är 397 meter över havet.
Terrängen runt Gunung Meunyeuy är varierad, och sluttar norrut.Runt Gunung Meunyeuy är det ganska glesbefolkat, med 23 invånare per kvadratkilometer. Närmaste större samhälle är Reuleuet, 11,9 km nordväst om Gunung Meunyeuy. I omgivningarna runt Gunung Meunyeuy växer i huvudsak städsegrön lövskog.